# Pilopogon guadalupensis
Pilopogon guadalupensis är en bladmossart som beskrevs av G. Frahm 1991. Pilopogon guadalupensis ingår i släktet Pilopogon och familjen Dicranaceae. Inga underarter finns listade i Catalogue of Life.